# Callimetopus paracasta
Callimetopus paracasta är en skalbaggsart som beskrevs av Stefan von Breuning 1965. Callimetopus paracasta ingår i släktet Callimetopus och familjen långhorningar. Inga underarter finns listade.